# Студенська Євгенія Михайлівна
Євгенія Михайлівна Студенська (рос. Евге́ния Миха́йловна Студе́нская; 7 грудня 1874, Санкт-Петербург - 17 травня 1906, Царське Село) — російська поетеса  і перекладачка.

## Біографія
Євгенія Шершевська народилася в родині дійсного статського радника Михайла Марковича Шершевського (1846-1910), почесного лейб-медика двору Його Імператорської Величності; мати - Ольга Олексіївна Шершевська, до шлюбу Пушкарьова (пом. 1899), дочка медика, члена і секретаря Товариства російських лікарів в Санкт-Петербурзі, дійсного статського радника Олексія Назаровича Пушкарьова.
Успішно закінчила історико-філологічний факультет Санкт-Петербурзького університету. Ще під час навчання почала перекладати світову поезію - з німецької, англійської, італійської, датської, шведської мов. Перша публікація - в 1894 р. в «Віснику іноземної літератури». З 1897 р. активно співпрацювала з «Новим журналом іноземної літератури, мистецтва і науки», де публікувала віршовані переклади і критичні етюди про світових письменників. Перекладала таких поетів, як Густав Фредінг, Хольгер Драхман, Антоніо Фогаццаро, Лоренцо Стеккеті, Енріко Панцаккі, Редьярд Кіплінг. Публікувалася під дошлюбим прізвищем (також під криптонімами «Є. М.» і «Є. М. Ш.»), з грудня 1901 р. - під прізвищем чоловіка: Студенська.
У 1904 році перевела з німецького журналу «Югенд» вірш Рудольфа Грейнца про подвиг крейсера «Варяг». Незабаром музикант 12-го Астраханського гренадерського полку О. С. Турищев написав пісню-марш за текстом її перекладу. Пісня стала популярна в Росії.
У 1904 році помер чоловік Студенської, в серпні того ж року з'явилася її остання публікація. Вона стала дружиною професора історико-філологічного факультету Санкт-Петербурзького університету Ф. О. Брауна. Ще в першому шлюбі, доглядаючи за хворим чоловіком, вона заразилася туберкульозом, від якого і померла.